# Pi heliks
Pi heliks (π-heliks) je tip sekundarne strukture proteina. π-heliksi su prisutni u oko 15% poznatih struktura. Smatra se da su evoluciona adaptacija formirana umetanjem jedne aminokiseline u α-heliks. Pošto su takva umetanja veoma destabilišuća, do formiranja π-heliksa obično ne dolazi, osim ako to pruža funkcionalnu prednost proteinu. π-heliksi su stoga tipično prisutni u blizini funkcionalnih mesta proteina.